# Kids' Choice Awards 2010
La 22ª edizione dei Nickelodeon Kids' Choice Awards si è svolta il 27 marzo 2010 presso il Pauley Pavilion di Los Angeles e trasmesso in diretta dalla rete statunitense di Nickelodeon.
Kevin James ha condotto la premiazione; Lily Collins e Jeff Sutphen hanno condotto il pre-show.
Si sono esibiti Miranda Cosgrove col brano "Kissin U" (nel Pre-show), Rihanna con i brani "Hard", "Rude Boy" e "Don't Stop the Music" e il cantante Justin Bieber col singolo "Baby".

## Candidature
I vincitori sono indicati in grassetto.

### Televisione

#### Serie TV preferita
- iCarly
- I maghi di Waverly
- Zack e Cody sul ponte di comando
- Sonny tra le stelle

#### Attore televisivo preferito
- Dylan Sprouse – Zack e Cody sul ponte di comando
- Cole Sprouse – Zack e Cody sul ponte di comando
- Joe Jonas – Jonas L.A.
- Kevin Jonas – Jonas L.A.

#### Attrice televisiva preferita
- Selena Gomez – I maghi di Waverly
- Miranda Cosgrove – iCarly
- Miley Cyrus – Hannah Montana
- Keke Palmer – True Jackson, VP

#### Serie animata preferita
- SpongeBob
- I pinguini di Madagascar
- Phineas e Ferb
- I Simpson

#### Reality show preferito
- American Idol
- Wipeout
- Are You Smarter than a 5th Grader?
- So You Think You Can Dance

### Cinema

#### Film preferito
- Alvin Superstar 2 (Alvin and the Chipmunks: The Squeakquel), regia di Betty Thomas
- Transformers - La vendetta del caduto (Transformers: Revenge of the Fallen), regia di Michael Bay
- The Twilight Saga: New Moon, regia di Chris Weitz
- X-Men le origini - Wolverine (X-Men Origins: Wolverine), regia di Gavin Hood

#### Attore cinematografico preferito
- Taylor Lautner – The Twilight Saga: New Moon
- Zac Efron – 17 Again - Ritorno al liceo
- Shia LaBeouf – Transformers - La vendetta del caduto
- Tyler Perry – Madea Goes to Jail

#### Attrice cinematografica preferita
- Miley Cyrus – Hannah Montana: Il film
- Sandra Bullock – The Blind Side
- Zoe Saldana – Avatar
- Megan Fox – Transformers - La vendetta del caduto

#### Film d'animazione preferito
- Up, regia di Pete Docter e Bob Peterson
- A Christmas Carol, regia di Robert Zemeckis
- L'era glaciale 3 - L'alba dei dinosauri (Ice Age 3: Dawn of the Dinosaurs), regia di Carlos Saldanha
- Mostri contro alieni (Monsters vs. Aliens), regia di Rob Letterman e Conrad Vernon

#### Voce in un film d'animazione preferita
- Jim Carrey – A Christmas Carol
- Seth Rogen – Mostri contro alieni
- Reese Witherspoon  – Mostri contro alieni
- Ray Romano – L'era glaciale 3 - L'alba dei dinosauri

### Musica

#### Gruppo musicale preferito
- The Black Eyed Peas
- Coldplay
- Linkin Park
- Jonas Brothers

#### Cantante maschile preferito
- Jay-Z
- Sean Kingston
- Mario
- Ne-Yo

#### Cantante femminile preferita
- Taylor Swift
- Lady Gaga
- Beyoncé
- Miley Cyrus

#### Canzone preferita
- You Belong with Me – Taylor Swift
- I Gotta Feeling – The Black Eyed Peas
- Paparazzi – Lady Gaga
- Party in the U.S.A. – Miley Cyrus

### Sport

#### Atleta maschile preferito
- Ryan Sheckler
- Kobe Bryant
- LeBron James
- Shaun White

#### Atleta femminile preferita
- Misty May-Treanor
- Danica Patrick
- Serena Williams
- Venus Williams

### Miscellanea

#### Videogioco preferito
- Mario Kart Wii
- The Legend of Zelda: Spirit Tracks
- Wii Fit
- Wii Sports Resort

#### Libro preferito
- Diario di una schiappa
- The Vampire Diaries
- Twilight
- Where the Sidewalk Ends

#### Coppia più carina
- Taylor Lautner e Kristen Stewart – The Twilight Saga: New Moon
- Barack Obama and Michelle Obama
- Robert Pattinson e Kristen Stewart – The Twilight Saga: New Moon
- Zoe Saldana e Sam Worthington – Avatar

### The Big Help Award
- Michelle Obama[5][6]